# Unione Sportiva Avellino 1989-1990
Questa voce raccoglie le informazioni riguardanti l'Unione Sportiva Avellino nelle competizioni ufficiali della stagione 1989-1990.

## Stagione
Nel campionato di serie B 1989-90, l'Avellino si presenta ai nastri di partenza come una delle squadre più accreditate alla promozione. La rosa viene infatti rafforzata notevolmente grazie agli innesti di alcuni promettentissimi giovani, gli attaccanti Francesco Baiano e Fabrizio Ravanelli, del portiere Giuseppe Taglialatela e del centrocampista Roberto Onorati. La panchina è affidata all'esperto tecnico toscano Nedo Sonetti. Contrariamente alle attese l'Avellino non è riuscito mai ad inserirsi nel gruppo delle squadre di vertice e disputa un campionato assai mediocre. Nel girone di ritorno il tecnico Nedo Sonetti è stato sostituito dall'emergente Adriano Lombardi ma senza ottenere i risultati attesi, anzi la squadra ha rischiato di retrocedere, essendo riuscita a salvarsi solo all'ultima giornata e per un solo punto, grazie al pareggio interno (1-1) con il Pescara. Nella Coppa Italia che è tornata ad essere ad eliminazione diretta, gli irpini sono subito estromessi dal torneo, sconfitti al Partenio (1-2) dal Cesena.

## Rosa
| N. |                   | Ruolo | Calciatore                         |
| -- | ----------------- | ----- | ---------------------------------- |
|    | Italia (bandiera) | P     | Fabio Brini                        |
|    | Italia (bandiera) | P     | Angelo Grieco                      |
|    | Italia (bandiera) | P     | Giuseppe Taglialatela              |
|    | Italia (bandiera) | D     | Roberto Amodio (capitano)          |
|    | Italia (bandiera) | D     | Massimo Drago                      |
|    | Italia (bandiera) | D     | Domenico Colletto                  |
|    | Italia (bandiera) | D     | Moreno Ferrario                    |
|    | Italia (bandiera) | D     | Massimo Filardi                    |
|    | Italia (bandiera) | D     | Gianluca Franchini                 |
|    | Italia (bandiera) | D     | Augusto Gentilini                  |
|    | Italia (bandiera) | D     | Carmelo La Spada                   |
|    | Italia (bandiera) | D     | Luca Moz                           |
|    | Italia (bandiera) | D     | Carmelo Parpiglia                  |
|    | Italia (bandiera) | D     | Ciro Scognamiglio                  |
|    | Italia (bandiera) | C     | Lorenzo Battaglia                  |
|    | Italia (bandiera) | C     | Costanzo Celestini (vice capitano) |

| N. |                   | Ruolo | Calciatore              |
| -- | ----------------- | ----- | ----------------------- |
|    | Italia (bandiera) | C     | Luigi D'Alessio         |
|    | Italia (bandiera) | C     | Luigino Dal Prà         |
|    | Italia (bandiera) | C     | Agostino Iacobelli      |
|    | Italia (bandiera) | C     | Marco Lo Pinto          |
|    | Italia (bandiera) | C     | Andrea Manzo            |
|    | Italia (bandiera) | C     | Roberto Onorati         |
|    | Italia (bandiera) | C     | Danilo Pileggi          |
|    | Italia (bandiera) | C     | Adolfo Sormani          |
|    | Italia (bandiera) | C     | Gennaro Torlo           |
|    | Italia (bandiera) | A     | Francesco Baiano        |
|    | Italia (bandiera) | A     | Gianfranco Cinello      |
|    | Italia (bandiera) | A     | Giuseppe Compagno       |
|    | Italia (bandiera) | A     | Libero Daniele Manfredi |
|    | Italia (bandiera) | A     | Eduardo Raimo           |
|    | Italia (bandiera) | A     | Fabrizio Ravanelli      |
|    | Italia (bandiera) | A     | Orazio Sorbello         |

## Risultati

### Campionato

#### Girone di andata
| Arbitro: | Bruni (Arezzo) |

|                                             |           |  |
| Valentini 17’ (aut.) Giovannelli 42’ (aut.) | Marcatori |  |

| Arbitro: | Felicani (Bologna) |

|                             |           |  |
| Ficcadenti 15’ Cardelli 52’ | Marcatori |  |

| Arbitro: | Guidi (Bologna) |

|                   |           |  |
| Baiano 70’ (rig.) | Marcatori |  |

| Arbitro: | Nicchi (Arezzo) |

|            |           |                   |
| Signori 6’ | Marcatori | 21’, 52’ Sorbello |

| Arbitro: | Coppetelli (Tivoli) |

|  |           |                                |
|  | Marcatori | 38’ Cuoghi 45’, 86’ Piovanelli |

| Arbitro: | Dal Forno (Ivrea) |

|           |           |  |
| Lerda 34’ | Marcatori |  |

| Avellino 8 ottobre 1989 7ª giornata | Avellino           | 0 – 0 | Ancona | Stadio Partenio\| Arbitro: \| Fabricatore (Roma) \| |
| Arbitro:                            | Fabricatore (Roma) |       |        |                                                     |

| Catanzaro 15 ottobre 1989 8ª giornata | Catanzaro          | 0 – 0 | Avellino | Stadio Nicola Ceravolo\| Arbitro: \| Di Cola (Avezzano) \| |
| Arbitro:                              | Di Cola (Avezzano) |       |          |                                                            |

| Arbitro: | Bailo (Novi Ligure) |

|             |           |  |
| Silenzi 56’ | Marcatori |  |

| Arbitro: | Scaramuzza (Mestre) |

|                            |           |  |
| Sorbello 19’ Parpiglia 26’ | Marcatori |  |

| Arbitro: | Ceccarini (Livorno) |

|                          |           |              |
| Catanese 30’ Minotti 36’ | Marcatori | 35’ Sorbello |

| Arbitro: | Cafaro (Grosseto) |

|              |           |  |
| Sorbello 18’ | Marcatori |  |

| Arbitro: | Felicani (Bologna) |

|            |           |                               |
| Milton 28’ | Marcatori | 50’ (rig.) Baiano 59’ Onorati |

| Arbitro: | Bailo (Novi Ligure) |

|            |           |                       |
| Baiano 90’ | Marcatori | 20’ Corini 87’ Savino |

| Arbitro: | Bruni (Arezzo) |

|  |           |                  |
|  | Marcatori | 6’, 18’ Sorbello |

| Arbitro: | Luci (Firenze) |

|                     |           |             |
| Policano 32’ (aut.) | Marcatori | 38’ Cravero |

| Arbitro: | Magni (Bergamo) |

|                                            |           |               |
| Simonini 17’, 62’ Paciocco 55’ Orlando 58’ | Marcatori | 33’ Parpiglia |

| Arbitro: | Monni (Sassari) |

|                                    |           |  |
| Sorbello 2’, 35’, 44’ Compagno 45’ | Marcatori |  |

| Arbitro: | Ceccarini (Livorno) |

|                          |           |            |
| Traini 51’ Gasperini 53’ | Marcatori | 59’ Baiano |

#### Girone di ritorno
| Arbitro: | Bailo (Novi Ligure) |

|                             |           |  |
| Cappioli 12’ Cornacchia 28’ | Marcatori |  |

| Arbitro: | Scaramuzza (Mestre) |

|             |           |  |
| Cinello 13’ | Marcatori |  |

| Licata 4 febbraio 1990 22ª giornata | Licata           | 0 – 0 | Avellino | Stadio Dino Liotta\| Arbitro: \| Cardona (Milano) \| |
| Arbitro:                            | Cardona (Milano) |       |          |                                                      |

| Arbitro: | Di Cola (Avezzano) |

|  |           |             |
|  | Marcatori | 51’ Signori |

| Arbitro: | Cinciripini (Ascoli Piceno) |

|                           |           |                   |
| Incocciati 8’ (rig.), 15’ | Marcatori | 21’ (rig.) Baiano |

| Arbitro: | Cafaro (Grosseto) |

|                   |           |              |
| Baiano 36’ (rig.) | Marcatori | 74’ Consagra |

| Arbitro: | Guidi (Bologna) |

|             |           |  |
| Zannoni 57’ | Marcatori |  |

| Arbitro: | Lombardi (La Spezia) |

|                     |           |  |
| Cotroneo 42’ (aut.) | Marcatori |  |

| Avellino 18 marzo 1990 28ª giornata | Avellino         | 0 – 0 | Reggiana | Stadio Partenio\| Arbitro: \| Cardona (Milano) \| |
| Arbitro:                            | Cardona (Milano) |       |          |                                                   |

| Arbitro: | Iori (Parma) |

|             |           |             |
| Mancuso 43’ | Marcatori | 46’ Dal Prà |

| Arbitro: | Sguizzato (Verona) |

|  |           |           |
|  | Marcatori | 29’ Pizzi |

| Padova 14 aprile 1990 31ª giornata | Padova                      | 0 – 0 | Avellino | Stadio Silvio Appiani\| Arbitro: \| Cinciripini (Ascoli Piceno) \| |
| Arbitro:                           | Cinciripini (Ascoli Piceno) |       |          |                                                                    |

| Arbitro: | Rosica (Roma) |

|              |           |  |
| Sorbello 69’ | Marcatori |  |

| Arbitro: | Piana (Modena) |

|                      |           |             |
| Celestini 12’ (aut.) | Marcatori | 3’ Sorbello |

| Arbitro: | Cornieti (Forlì) |

|  |           |                     |
|  | Marcatori | 68’ (rig.) Vincenzi |

| Arbitro: | Guidi (Bologna) |

|                       |           |                          |
| Lentini 26’ Skoro 53’ | Marcatori | 64’ Cinello 72’ Sorbello |

| Arbitro: | Fabricatore (Roma) |

|                  |           |  |
| Cinello 56’, 66’ | Marcatori |  |

| Arbitro: | Beschin (Legnago) |

|              |           |  |
| Padovano 41’ | Marcatori |  |

| Arbitro: | Ceccarini (Livorno) |

|             |           |               |
| Cinello 11’ | Marcatori | 40’ Gasperini |

### Coppa Italia

#### Primo Turno
| Arbitro: | Lo Bello (Siracusa) |

|                   |           |                      |
| Baiano 77’ (rig.) | Marcatori | 17’, 39’ M. Agostini |

## Statistiche

### Statistiche di squadra
| Competizione | Punti | In casa | In casa | In casa | In casa | In casa | In casa | In trasferta | In trasferta | In trasferta | In trasferta | In trasferta | In trasferta | Totale | Totale | Totale | Totale | Totale | Totale | DR |
| Competizione | Punti | G       | V       | N       | P       | Gf      | Gs      | G            | V            | N            | P            | Gf           | Gs           | G      | V      | N      | P      | Gf     | Gs     | DR |
| ------------ | ----- | ------- | ------- | ------- | ------- | ------- | ------- | ------------ | ------------ | ------------ | ------------ | ------------ | ------------ | ------ | ------ | ------ | ------ | ------ | ------ | -- |
| Serie B      | 35    | 19      | 9       | 5       | 5       | 19      | 11      | 19           | 3            | 6            | 10           | 14           | 24           | 38     | 12     | 11     | 15     | 33     | 35     | -2 |
| Coppa Italia |       | 1       | 0       | 0       | 1       | 1       | 2       | -            | -            | -            | -            | -            | -            | 1      | 0      | 0      | 1      | 1      | 2      | -1 |
| Totale       |       | 20      | 9       | 5       | 6       | 20      | 13      | 19           | 3            | 6            | 10           | 14           | 24           | 39     | 12     | 11     | 16     | 34     | 37     | -3 |

### Statistiche dei giocatori
| Giocatore       | Serie B  | Serie B | Serie B     | Serie B    | Coppa Italia | Coppa Italia | Coppa Italia | Coppa Italia | Totale   | Totale | Totale      | Totale     |
| Giocatore       | Presenze | Reti    | Ammonizioni | Espulsioni | Presenze     | Reti         | Ammonizioni  | Espulsioni   | Presenze | Reti   | Ammonizioni | Espulsioni |
| --------------- | -------- | ------- | ----------- | ---------- | ------------ | ------------ | ------------ | ------------ | -------- | ------ | ----------- | ---------- |
| R. Amodio       | 33       | 0       | ?           | ?          | ?            | ?            | ?            | ?            | 33+      | 0+     | ?           | ?          |
| F. Baiano       | 32       | 6       | ?           | ?          | ?            | ?            | ?            | ?            | 32+      | 6+     | ?           | ?          |
| L. Battaglia    | 14       | 0       | ?           | ?          | ?            | ?            | ?            | ?            | 14+      | 0+     | ?           | ?          |
| C. Celestini    | 34       | 0       | ?           | ?          | ?            | ?            | ?            | ?            | 34+      | 0+     | ?           | ?          |
| G. Cinello      | 20       | 5       | ?           | ?          | ?            | ?            | ?            | ?            | 20+      | 5+     | ?           | ?          |
| G. Compagno     | 20       | 1       | ?           | ?          | ?            | ?            | ?            | ?            | 20+      | 1+     | ?           | ?          |
| L. Dal Prà      | 15       | 1       | ?           | ?          | ?            | ?            | ?            | ?            | 15+      | 1+     | ?           | ?          |
| M. Ferrario     | 27       | 0       | ?           | ?          | ?            | ?            | ?            | ?            | 27+      | 0+     | ?           | ?          |
| M. Filardi      | 23       | 0       | ?           | ?          | ?            | ?            | ?            | ?            | 23+      | 0+     | ?           | ?          |
| G. Franchini    | 3        | 0       | ?           | ?          | ?            | ?            | ?            | ?            | 3+       | 0+     | ?           | ?          |
| A. Gentilini    | 30       | 0       | ?           | ?          | ?            | ?            | ?            | ?            | 30+      | 0+     | ?           | ?          |
| A. Iacobelli    | 5        | 0       | ?           | ?          | ?            | ?            | ?            | ?            | 5+       | 0+     | ?           | ?          |
| M. Lo Pinto     | 1        | 0       | ?           | ?          | ?            | ?            | ?            | ?            | 1+       | 0+     | ?           | ?          |
| A. Manzo        | 20       | 0       | ?           | ?          | ?            | ?            | ?            | ?            | 20+      | 0+     | ?           | ?          |
| L. Moz          | 27       | 0       | ?           | ?          | ?            | ?            | ?            | ?            | 27+      | 0+     | ?           | ?          |
| R. Onorati      | 25       | 1       | ?           | ?          | ?            | ?            | ?            | ?            | 25+      | 1+     | ?           | ?          |
| C. Parpiglia    | 34       | 2       | ?           | ?          | ?            | ?            | ?            | ?            | 34+      | 2+     | ?           | ?          |
| D. Pileggi      | 26       | 0       | ?           | ?          | ?            | ?            | ?            | ?            | 26+      | 0+     | ?           | ?          |
| E. Raimo        | 1        | 0       | ?           | ?          | ?            | ?            | ?            | ?            | 1+       | 0+     | ?           | ?          |
| F. Ravanelli    | 7        | 0       | ?           | ?          | ?            | ?            | ?            | ?            | 7+       | 0+     | ?           | ?          |
| C. Scognamiglio | 12       | 0       | ?           | ?          | ?            | ?            | ?            | ?            | 12+      | 0+     | ?           | ?          |
| O. Sorbello     | 33       | 13      | ?           | ?          | ?            | ?            | ?            | ?            | 33+      | 13+    | ?           | ?          |
| A. Sormani      | 10       | 0       | ?           | ?          | ?            | ?            | ?            | ?            | 10+      | 0+     | ?           | ?          |
| G. Taglialatela | 38       | -35     | ?           | ?          | ?            | ?            | ?            | ?            | 38+      | -35+   | ?           | ?          |